# Тараклийский уезд
Таракли́йский уезд (рум. județul Taraclia, болг. Тараклия окръг) — административно-территориальная единица Молдавии в 1999—2002 годах.

## История
В соответствии с административной реформой, вступившей в силу с 1 января 1999 года, вся территория Молдавии вместо 40 районов разделялась на 9 уездов, одно АТО и Левобережную территорию.
Первоначально территория Тараклийского района вошла в состав Кагульского уезда. Однако это вызвало протесты болгарского большинства, и 22 октября 1999 года территория бывшего Тараклийского района была выделена из состава Кагульского уезда в самостоятельный десятый уезд — Тараклийский.
В 2002 году, после упразднения уездного деления и возвращения районного деления, Тараклийский уезд был преобразован в район.